# Альнес, Карстен
Карстен Альнес (норв. Karsten Alnæs, род. 29 мая 1938, Хёнефосс) — норвежский писатель, историк и журналист.

## Биография
Получил ученую степень по истории и литературе в Университете Осло. Прежде чем полностью посвятить себя писательству, работал журналистом и преподавал в Норвежской школе журналистики. Дебютировал как писатель в 1975 году со сборником рассказов Осы. Его библиография включает в себя 15 романов, 3 книги для детей, сборник рассказов и несколько произведений в жанре non-fiction.
В 1992 году его роман Trollbyen был удостоен премии Браги в номинации за лучший роман. В 2003 году Альнес удостоен премии Браги за вклад в развитие литературы. Удостоен премии Доблоуга в 1998 году.
Его книга «История Норвегии» (в 5 т. ; 1996—2000) получила премию имени Сверре Стина, присуждаемую Норвежским историческим обществом и возглавила список бестселлеров научно-популярной литературы Норвегии. Она также стала основой для телесериала, в котором Альнес выступил как директор и режиссёр.
Его книга «История Европы» (в 4 т. ; 2003—2006) была переведена на несколько языков. Как и её предшественница, она все ещё переиздается.
Альнес дважды избирался президентом Норвежской Ассоциации Писателей (аналог ПЕН-клуба) на период 1985—1987 гг. и 1999—2001 гг., и принимает активное участие в деятельности Международного ПЕН-клуба.